# روجيرو ماكاري
روجيرو ماكاري (بالإيطالية: Ruggero Maccari) (و. 1919 – 1989 م) هو مخرج أفلام، وكاتب سيناريو، وكاتب من إيطاليا، ومملكة إيطاليا، ولد في روما، توفي في روما، عن عمر يناهز 70 عاماً.

## وصلات خارجية
- روجيرو ماكاري على موقع IMDb (الإنجليزية)
- روجيرو ماكاري على موقع قاعدة بيانات الأفلام العربية
- روجيرو ماكاري على موقع ألو سيني (الفرنسية)
- روجيرو ماكاري على موقع أول موفي (الإنجليزية)
- روجيرو ماكاري على موقع قاعدة بيانات الأفلام السويدية (السويدية)
- روجيرو ماكاري على موقع قاعدة بيانات الفيلم (الإنجليزية)
- روجيرو ماكاري على موقع كينوبويسك (الروسية)